# Вийен
Вийе́н (фр. Villing) — коммуна во французском департаменте Мозель региона Лотарингия. Относится к кантону Бузонвиль.

## Географическое положение
Вийен расположен в 38 км к северо-востоку от Меца на франко-германской границе. Соседние коммуны: германские Бедерсдорф и Иттерсдорф на северо-востоке, Бервиллер-ан-Мозель на юго-востоке, Ремерен на юге, Обердорф и Шато-Руж на западе, Вёльфлен-ле-Бузонвиль на северо-западе.

## История
- Коммуна бывшего герцогства Лотарингия.
- В 1815—1827 годах входила в Пруссию по Венскому конгрессу.
- В 1974—1981 годах была объединена с Мертаном.

## Демография
По переписи 2008 года в коммуне проживало 477 человек.	

## Достопримечательности
- Церковь XIX века.